# Mihai V. Ionescu
Mihai V. Ionescu (n. 21 mai 1925, Ploiești – d. 19 februarie 2003, București) a fost un jurnalist sportiv, scriitor român de cărți pe teme sportive și totodată oficial în organismele fotbalului românesc.

## Biografie
Mihai V. Ionescu s-a născut la data de 21 mai 1925 în orașul Ploiești. Absolvent al Colegiului național militar de la Mânăstirea Dealu, în 1944 și al Facultății de Istorie-Geografie, București, 1969. Ziarist, antrenor, mebru de onoare al FRF. Îi apare inițiala “V” lângă prenume pentru a nu fi confundat cu fostul mare portar al Petrolului Ploiești din anii 60-70, Mihai Ionescu, cu care nu numai că a fost contemporan, ci și bun prieten.
Cunoscut la anii tâmplelor albe și ca "Nea Mișu", din anul 1967 a fost prezent în presa sportivă ca redactor sportiv, mai întâi la revista Fotbal, până în anul 1974, iar apoi la cotidianul Sportul până în 1982. După o pauză de aproape un deceniu în care a fost implicat cu folos în activitatea organismelor fotbalului românesc, a revenit în presa sportivă, în 1991 ca șef de departament înb prospăt înființatul cotidian Sportul Românesc. Apoi, în calitate de colaborator, căci între timp se pensionase, a mai activat la Gazeta Sporturilor și săptămânalul Fotbal Plus.

## Activitatea în organismele fotbalului românesc
Din octombrie 1982, până în februarie 1988, a îndeplinit funcția de secretar al FRF, răspunzând de sectorul juniori-tineret-fotbal de masă. A avut rezultate remarcabile la formarea și pregătirea schimbului de mâine la nivel reprezentativ, asigurând cu promoții de valoare realizarea unor performanțe de prestigiu, printre acestea și calificările naționalei la turneele finale ale CM 1990, 1994 și 1998 și cele ale CE 1996 și 2000. Între 1988-1990 a fost președinte al Comisiei de disciplină al FRF, vecepreședinte al Colegiului Central al Antrenorilor și vicepreședinte al Comisiei de Apel. În prima jumătate a anului 1990 a fost ales vicepreședinte al FRF fiind numit totodată consilier tehnic al echipei naționale participantă la turneul final al CM 1990, din Italia. După o revenire în presă, în 1997 a fost numit vicepreședinte al Comisiei de competiții și disciplină a nou înființatei LPF.

## Activitatea sportivă
Activitatea sportivă a lui Mihai V. Ionescu se înscrie în decada 1940-1950, ca jucător de fotbal în primul eșalon, la Prahova Ploiești și AS Armata București (viitoarea CCA București). Între 1940-1959 a fost ofițer activ MapN. A trecut în rezervă cu gradul de colonel, aceasta și pentru serviciile aduse statului român, ca elev în școala militară, în timpul celui de-al Doilea Război Mondial. Ce antrenor, între 1959-1965, a lucrat în cadrul centrului de copii și juniori al CCA București

## Aprecieri
Fiind un profesionist în multele funcții pe care le-a avut, dar totodată și un om educat cu un frumos caracter, a fost foarte respectat și apreciat. Așa că pe unde își făcea apariția, fie prin birouri, coridoare federale, stadioane, vestiare etc era întotdeauna întâmpinat și salutat cu mare respect de o lume totuși pestriță cum este cea a fotbalului, unde nu foarte mulți se bucură de așa ceva. De asemenea, avea uși deschise mai peste tot.

## Cărți publicate
- La porțile fotbalului (Ed. Stadion, 1971) – împreună cu Dragoș Cojocaru
- Constelația valorilor sportive (Ed. Militară, 1972) – împreună cu Ion Cupen
- Fotbal. Tehnică și stil (Ed. Sport-Turism, 1976)
- Fotbal pe contraatac (Ed. Sport-Turism, 1979)
- Antrenori la ora confesiunilor (Ed. Sport-Turism, 1982)
- Confidențe la marginea gazonului (Ed. Sport-Turism, 1987)
- Fotbal de la A la Z - fotbalul românesc de-a lungul anilor (Ed. Sport-Turism, 1984) – împreună cu Mircea Tudoran
- Fotbal de la A la Z - fotbalul mondial de-a lungul anilor (Ed. Sport-Turism, 1988) – împreună cu Mircea Tudoran
- Coppa del Mondo - Italia văzută de specialiști (Ed. Divertis, 1991) – împreună cu Cornel Drăgușin
- Fața nevăzută a fotbalului (Ed. Sport-Turism, 1992)
- Cu și fără crampoane (Ed. Porto Franco, Galați, 1994)
- Un veac de fotbal românesc (Ed. Fundației Pro, Brașov, 1999) – împreună cu Ioan Chirilă
- 101 idoli ai gazonului (Ed. Economică, 2000)
- Fotbal de la A la Z - 2001 (Ed. Mondocart Pres, 2001) – împreună cu Răzvan Toma

A făcut parte din colectivul de redactare a Enciclopediei Educației Fizice și Sportului din România